# Mfengu
De Mfengu (ook bekend als amaFengu, Fengu of Fingo, letterlijk: zwervers) zijn een volk in Zuid-Afrika. Hoewel ze etnisch gerelateerd zijn aan de Zoeloes is het volk tegenwoordig grotendeels geassimileerd met de Xhosa.

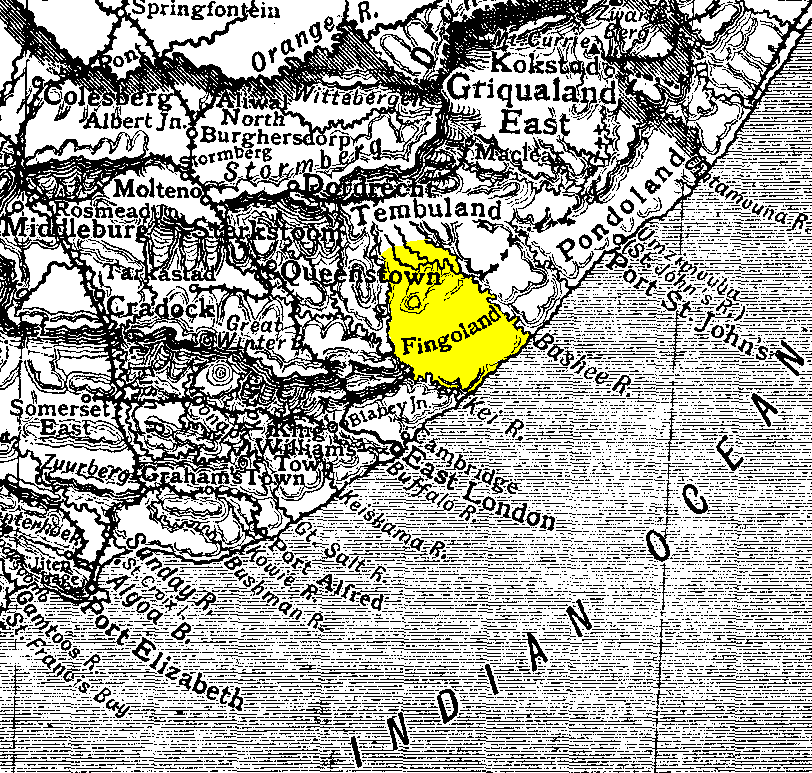
Ligging van Fingoland, 1911

## Geschiedenis
Tijdens de Mfecane vluchtten de Mfengu voor de terreur van Shaka Zoeloe naar de tegenwoordige Oost-Kaap, waar ze in conflict kwamen met de Xhosa. Tijdens de Grensoorlogen sloten de Mfengu een bondgenootschap met de Britse Kaapkolonie. Als beloning kregen ze hun eigen land toegewezen (Fingoland) dat voor de Britten als bufferzone tegen de Xhosa diende. In 1879 werd Fingoland geannexeerd door de Kaapkolonie.